# Denís Xmihal
Denís Xmihal (ucraïnès: Денис Анатолійович Шмигаль)  (Lviv, 15 d'octubre de 1975) Denís Anatóliovitx Xmihal és un empresari i polític ucraïnès que és el primer ministre d'Ucraïna des del 4 de març de 2020.
Xmihal és el primer ministre del país i, per tant, està a càrrec de la resposta a la pandèmia de COVID-19 a Ucraïna.
Abans de convertir-se en primer ministre, Xmihal era el governador de l'òblast d'Ivano-Frankivsk.

## Biografia
El 1997 es va graduar a la Politècnica de Lviv. Està en possessió del títol de Candidat de Ciències Econòmiques (2003). Des de la seva graduació el 1997 fins al setembre del 2005, Xmihal va treballar com a comptable en diverses empreses. Del setembre del 2005 al juny del 2006, Xmihal va ser director general adjunt d'una empresa anomenada "LA DIS". De juny del 2006 fins a l'agost del 2008, va ser director de l'empresa d'inversions "Comfort-Invest". De setembre del 2008 al setembre del 2009, Xmihal va ser Director General d'una empresa anomenada "ROSANINVEST LLC".
Xmihal va exercir múltiples funcions polítiques de primer ordre a la regió ucraïnesa de Lviv des de 2009 fins a desembre de 2013. En primer lloc, com a cap del Departament d'Economia de l'Administració de la regió de Lviv entre 2009 i 2011. Allà va conèixer i va treballar amb Oleh Nemchinov, que el 2020 es convertiria en Ministre del Consell de Ministres del Govern de Xmihal. A continuació, Xmihal es va convertir en cap del Departament d'Economia i Política Industrial durant tot l'any 2012. El 2013 va ser cap del Departament de Desenvolupament Econòmic, Inversió, Comerç i Indústria.
Durant els primers quatre mesos del 2014, va ser consultor d'un diputat popular d'Ucraïna.

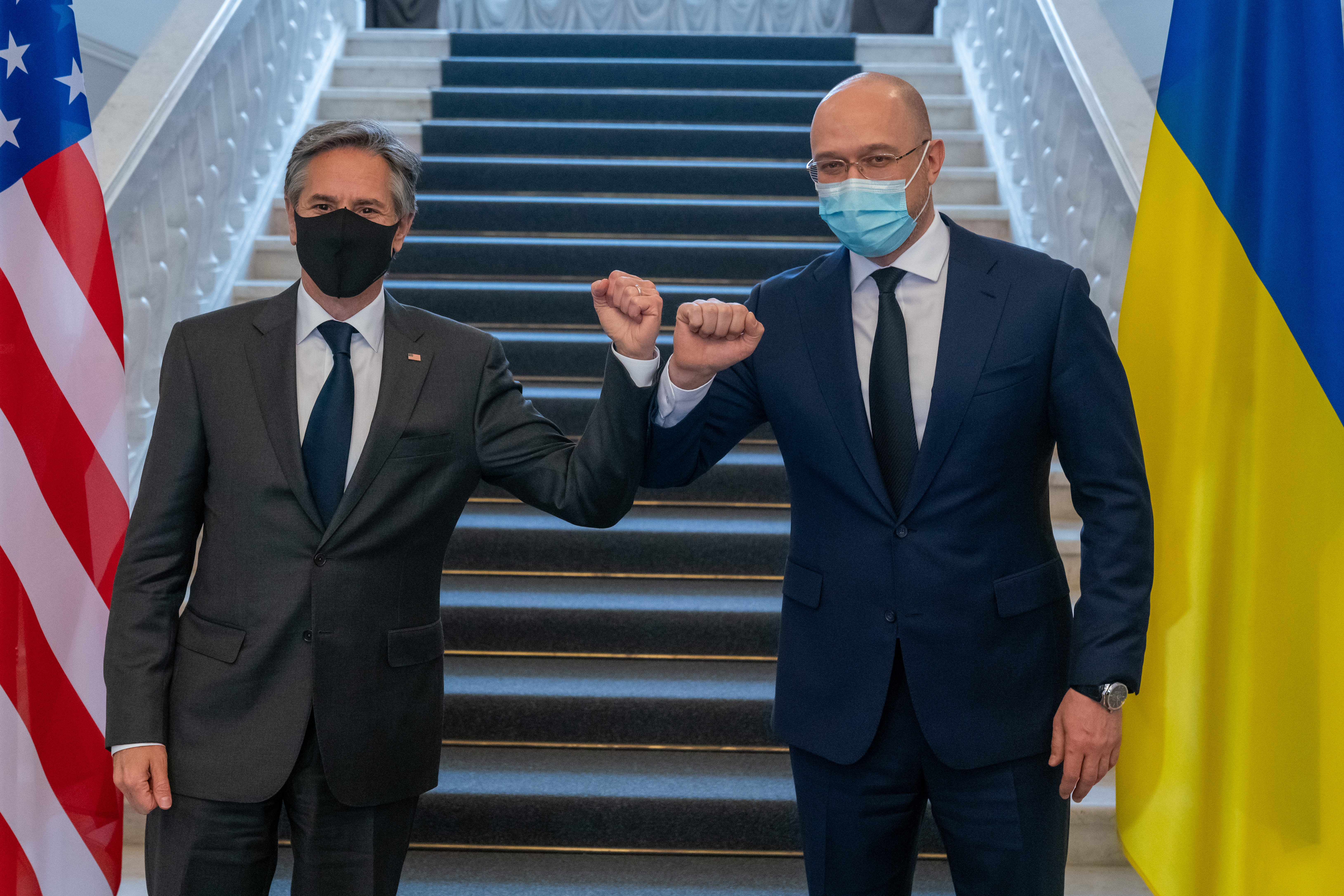
Xmihal es reuneix amb el secretari d'Estat dels Estats Units, Antony J. Blinken, a Kíev, Ucraïna, el 6 de maig de 2021.

Des de maig de 2014 fins a desembre de 2014, Xmihal va treballar com a cap adjunt de l'oficina regional de l'oblast de Lviv del Ministeri d'Ingressos i deures.
Va ser vicepresident del distribuïdor de productes congelats TVK Lvivkholod, amb seu a Lviv, del 2015 al 2017.
Del 2018 al 2019, Xmihal va ocupar el càrrec de director de Burshtyn TES, que és el major productor d'electricitat d'Ivano-Frankivsk, i forma part dels possessions de Rinat Akhmetov.
Des de l'1 d'agost de 2019 fins al seu nomenament ministerial, Xmihal va ser el governador de l'òblast d'Ivano-Frankivsk.
El 4 de febrer de 2020 va ser nomenat ministre de Desenvolupament Regional.
Xmihal va substituir Oleksiy Honcharuk com a primer ministre d'Ucraïna el març de 2020.

## Vida personal
Xmihal està casat amb Katerina. Tenen dues filles. Kateryna és una antiga copropietària de la "Fleca Kamyanetsky" de Lviv i del lloguer de bicicletes local NextBike. Va vendre les seves accions en aquestes empreses el 2019.